# Jeff Malone
Pour les articles homonymes, voir Malone.
Jeffrey Nigel Malone (né le 28 juin 1961 à Mobile, Alabama) est un joueur américain de basket-ball. Il joue en NCAA à l'université d'État du Mississippi et évolue au poste d'arrière shooteur. Il joue pour les Bullets de Washington, le Jazz de l'Utah, les 76ers de Philadelphie et le Heat de Miami.

## Carrière
Malone est réputé pour ses qualités offensives, inscrivant 20,1 points par match en 13 années en NBA. Il est adepte des courses rapides, enchaînant un tir en suspension par la suite.
Le 3 janvier 1984, Malone, lors de sa saison rookie, inscrit un tir au buzzer, permettant à son équipe de remporter le match face aux Pistons de Détroit sur ce tir à trois points, flirtant avec les limites du terrain, le ballon passant par-dessus le panneau, donnant ainsi la victoire aux Bullets sur un score de 103-102. Ce tir est inclus dans la liste des 10 tirs les plus fameux de la NBA. Il participa à deux reprises au All-Star Game.
Malone devient entraîneur de l'équipe de NBA Development League des Flame de la Floride, jusqu'à ce que l'équipe cesse ses activités en 2006, à cause d'un manque de terrain.

## Personnel
Il est le neveu de Vivian Malone Jones, l'une des premières Afro-Américaines à être acceptée à l'université de l'Alabama en 1963 et qui devient célèbre lorsque le gouverneur de l'Alabama George Wallace essaye de l'empêcher d'y entrer, entamant un conflit avec les autorités fédérales.